# Le Poët-Sigillat
Le Poët-Sigillat (okzitanisch: gleichlautend) ist ein Ort und eine Gemeinde mit 117 Einwohnern (Stand 1. Januar 2022) im Département Drôme in der südfranzösischen Region Auvergne-Rhône-Alpes.

## Lage
Der Ort Le Poët-Sigillat liegt auf einer etwa 760 m hohen Bergkuppe im Südwesten des Départements Drôme, nahe der Grenze zum Département Vaucluse. Die nächstgrößere Stadt, Nyons, befindet sich ca. 25 km (Fahrtstrecke) westlich; der sehenswerte Ort Sainte-Jalle ist nur 6 km entfernt.

## Bevölkerungsentwicklung
| Einwohner                  | 288 | 346 | 221 | 101 | 97 | 121 |
| Quellen: Cassini und INSEE |     |     |     |     |    |     |

Der Bevölkerungsrückgang in der ersten Hälfte des 20. Jahrhunderts ist im Wesentlichen auf die abgelegene Lage des Ortes und den Verlust an Arbeitsplätzen infolge der Reblauskrise im Weinbau und der Mechanisierung der Landwirtschaft zurückzuführen. Ende der 1960er bis in die 1980er Jahre sank die Einwohnerzahl sogar auf unter 50 ab.

## Wirtschaft
Die Einwohner des Ortes lebten jahrhundertelang als Selbstversorger von der Landwirtschaft (Feldbau und Viehzucht). Auch Wein wurde angebaut; der Ort besitzt auch heute noch das Recht zur Vermarktung seiner Weintrauben über die Appellationen Comtés Rhodaniens, Coteaux des Baronnies, Mediterranée und Drôme; es gibt zwar noch mehrere Weinfelder in der Umgebung des Ortes, doch ist kein Winzer mehr im Ort ansässig. Der Anbau von Oliven, Aprikosen, Kirschen und Äpfeln ist ebenfalls von Bedeutung; außerdem gibt es zahlreiche Lavendelfelder. Seit den letzten Jahrzehnten des 20. Jahrhunderts spielt der Tourismus in Form der Vermietung von Ferienwohnungen (gîtes) eine wichtige Rolle im Wirtschaftsleben des Ortes.

## Geschichte
Der Ortsnamensteil Poët leitet sich ab von dem lateinischen Wort podium bzw. von den okzitanischen Wörtern Puy oder Pic, die allesamt Gipfel oder Bergspitze bedeuten. Der zu den Baronnies gehörende Ort verfügte über eine mittelalterliche Festungsanlage (castrum). Im 14. Jahrhundert fiel die Region an den französischen Dauphin.

## Sehenswürdigkeiten

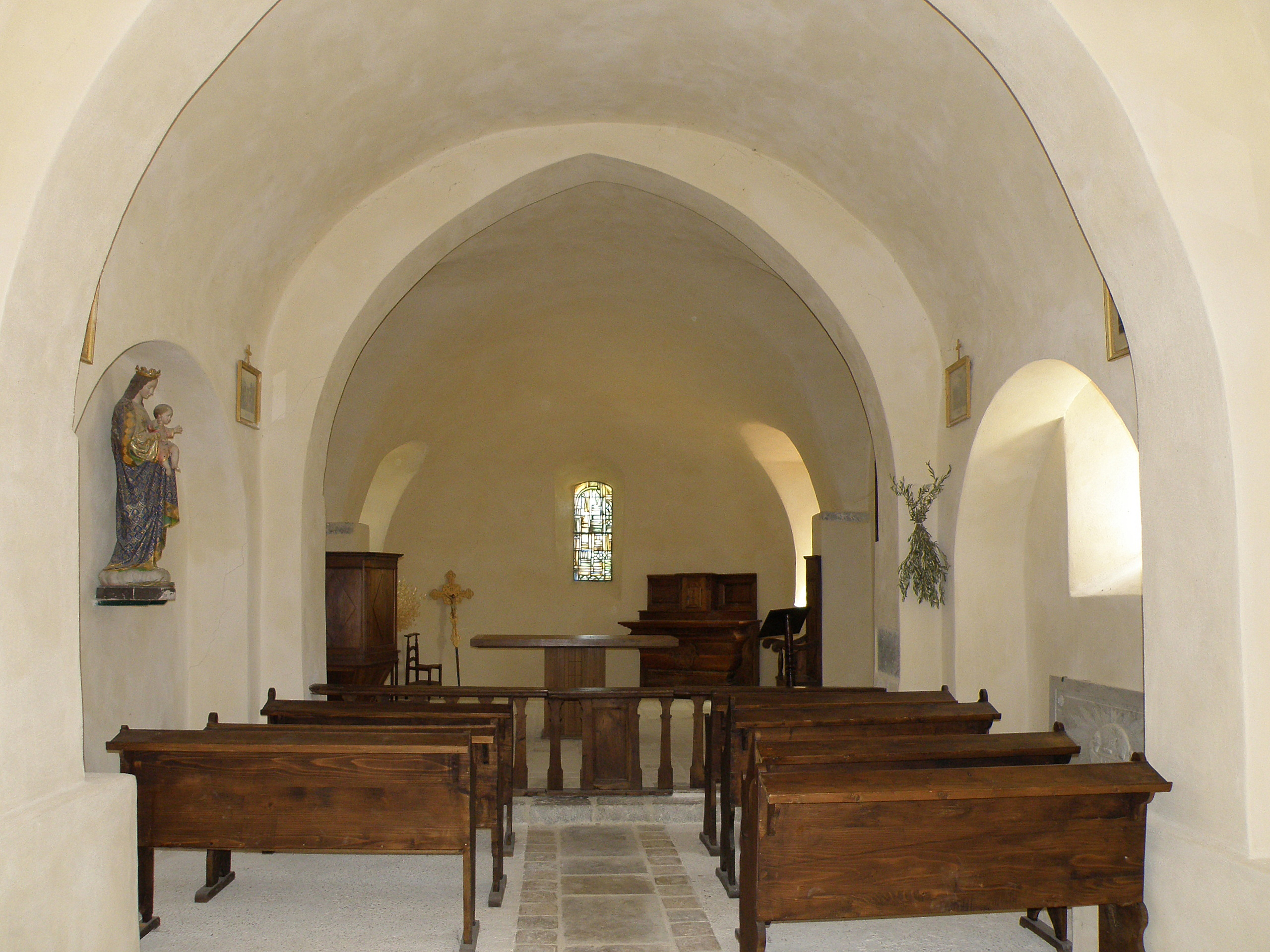
Kirchenschiff von Saint-Martin

- Die meisten älteren Bauwerke des Ortes sind aus mehr oder weniger unbearbeitetem Bruchstein errichtet; neuere Häuser werden manchmal mit Bruchsteinen verkleidet.
- Die rustikal wirkende Dorfkirche Saint-Martin hat einen einfachen Glockengiebel über der portallosen Fassade; der Eingang befindet sich – für die Region ungewöhnlich – auf der Südseite. Das Kirchenschiff wurde zu Beginn des 21. Jahrhunderts restauriert und beeindruckt durch seine Schlichtheit.
- Die Kapelle Saint-Bernard hat einen kleinen Glockenturm über dem Eingangsportal.
- Die Kapelle Notre-Dame de Beaulieu mit ihrem schmucklosen Portal und einem einfachen Glockengiebel befindet sich etwa einen Kilometer südlich des Ortes am Rand eines Lavendelfeldes.